# آدیداس یوروپاس
یوروپاس (به انگلیسی: Europass) یک توپ فوتبال ساخت شرکت آدیداس است. این توپ رسمی مسابقات جام ملت‌های اروپا ۲۰۰۸ بود. این توپ در ۲ دسامبر ۲۰۰۷ در جریان قرعه کشی گروهی برای تورنمنت نهایی رسماً ارائه شد. برای فینال از یک نسخه نقره‌ای به نام «یوروپاس گلوریا» استفاده شد. همین توپ اما با طراحی متفاوت (بسته به رقابت) از سال ۲۰۰۸ تا سال ۲۰۰۹ در لیگ قهرمانان اروپا و در سوپر جام اروپا ۲۰۰۹ و لیگ اروپا ۱۰–۲۰۰۹ مورد استفاده قرار گرفت.
تراپاس مشابه توپ یوروپاس در مسابقات زیر ۲۱ سال اروپا ۲۰۰۹ و قهرمانی زنان اروپا و همچنین برخی مسابقات بین‌المللی مورد استفاده قرار گرفت.

## مشخصات فنی
توپ از ۱۴ پنل به جای ۳۲ پنل سنتی ساخته شده‌است. این یک تکامل از آدیداس تیم‌گایست، مورد استفاده برای جام جهانی ۲۰۰۶ در آلمان انجام شده‌است. لبه‌ها به جای دوخته شدن به صورت حرارتی پیوند می‌شوند و از چسب ویژه‌ای برای دوام و مقاومت در برابر آب استفاده می‌شود.

## انتقادات
اکثریت انتقاداتی که توپ با آن مواجه بود از دروازه‌بان‌ها به وجود آمد. آندریاس کوپکه مربی دروازه‌بانان آلمان به خبرنگاران گفت: «اساساً هیچ‌کس صد در صد از این توپ راضی نیست.» وی افزود: «گریه کردن برای این موضوع بی‌معنی است» و افزود: تیمش سعی کرده‌بود از آن بهترین بهره را ببرد. «اما من فکر نمی‌کنم ما گل‌های بیشتری به دست بیاوریم چون توپ می‌چرخد.»
ینس لمان دروازه‌بان آلمانی از این توپ شکایت کرده‌بود و خاطر نشان کرد: «من با توپ‌های رسمی چند مشکل داشتم، تازه از هفته پیش شروع به کار با آن‌ها کردم اما با توپ‌هایی که برای جام جهانی ۲۰۰۶ استفاده می‌شد بسیار متفاوت هستند. در طول نیمه اول برای گرفتن توپ رفتم و کمی شروع به شناور شدن کرد.»
دروازه‌بان اتریش، الکس مانینر و همچنین پیتر چک دروازه‌بان چک نیز نارضایتی خود را اعلام کردند بیان داشتند: «این توپ دوست دوازه‌بان نیست.»
دروازه‌بان‌های ایتالیایی هم به همین ترتیب از توپ چندان راضی نبودند. جانلوئیجی بوفون گفت: «شاید فقط باید به آن عادت کنیم. اما مهم نخواهد بود، من به هر حال توپ را می‌گیرم.» در همین حال مارکو آملیا به خبرنگاران گفت: «توپ جهتش را تغییر می‌دهد. برای این که در تلاش برای متوقف کردن آن به هم نخوریم، بهتر است آن را مشت کنیم.»
آدیداس به تمام انتقادها پاسخ داد و گفت: «ساختار جدید سطح توپ به بازیکنان اجازه می‌دهد تا آن را در تمام شرایط آب و هوایی کاملاً کنترل و هدایت کنند.» همچنین اشاره کرد که بافت جدید سطح توپ بر روی غشای بیرونی تضمین کننده «چسبیدن مطلوب بین توپ و کفش»، و همچنین چسبیدن بهتر بین دستکش و توپ برای دروازه‌بان است.